# (281561) Taitung
(281561) Taitung est un astéroïde de la ceinture principale.

## Description
(281561) Taitung est un astéroïde de la ceinture principale. Il fut découvert le 21 octobre 2008 à l'Observatoire de Lulin par Hsiao Xiang-Yao et Ye Quan-Zhi. Il présente une orbite caractérisée par un demi-grand axe de 2,85 UA, une excentricité de 0,09 et une inclinaison de 11,6° par rapport à l'écliptique.

## Compléments